# Softwaredistributie
Een softwaredistributie (vaak afgekort tot distro) duidt in de informatica op een verzameling computerprogramma's of softwarecomponenten die als een compleet pakket worden doorgegeven en (technisch) ondersteund.

## Beschrijving
De term is in algemene zin verbonden met verschillende Unix-achtige besturingssystemen die voortkomen uit variaties van het GNU-besturingssysteem en de Linuxkernel of gerelateerde programma's. Sommige van deze distributies zijn geschreven vanuit de kernel, andere zijn afgesplitst (forked) vanuit andere distributies, waarbij soms slechts kleine wijzigingen worden aangebracht in de gebruikersruimte of desktopomgeving.
Veel distributies zijn ontwikkeld door enthousiastelingen, andere door verenigingen van programmeurs of softwarebedrijven. Dit is bijvoorbeeld het geval met bedrijven zoals Red Hat, SUSE Linux, Mandriva en gemeenschapsprojecten zoals Debian, Fedora en Gentoo Linux.
Sommige van deze distributies kunnen een zeer complexe en uitgebreide geschiedenis hebben, zoals het geval is met alle distributies die zijn gebaseerd op Lubuntu, die op hun beurt zijn gebaseerd op Ubuntu, dat op zijn beurt weer een van de vele distributies is van Debian GNU of Linux.